# 28587 Mundkur
28587 Mundkur è un asteroide della fascia principale. Scoperto nel 2000, presenta un'orbita caratterizzata da un semiasse maggiore pari a 2,3480412 UA e da un'eccentricità di 0,0669643, inclinata di 6,73155° rispetto all'eclittica.